# Rosnay (Marne)
Rosnay település Franciaországban, Marne megyében. Lakosainak száma 403 fő (2022. január 1.). Rosnay Muizon, Courcelles-Sapicourt, Germigny, Gueux, Janvry, Savigny-sur-Ardres és Treslon községekkel határos.

## Népesség
A település népessége az elmúlt években az alábbi módon változott:
| Lakosok száma | 197  | 265  | 261  | 290  | 328  | 338  | 354  | 363  | 362  | 403  |
|               | 1968 | 1982 | 1990 | 2006 | 2013 | 2015 | 2017 | 2019 | 2020 | 2022 |